# فمینیسم یهودی
فمینیسم یهودی (به انگلیسی: Jewish feminism) جنبشی است که در پی آن است که جایگاه مذهبی، قانونی و اجتماعی زنان یهودی را با مردان یهودی در یهودیت برابر کند. جنبش‌های فمینیستی، با رویکردها و موفقیت‌های متفاوت، در همه شاخه‌های اصلی دین یهود گسترش یافته است. 
جنبش فمینیستی یهودی را می‌توان در اوایل دهه ۱۹۷۰ در ایالات متحده جستجو کرد. به گفته جودیت پلاسکو نارضایتی اصلی فمینیست‌های یهودی اولیه حذف زنان از گروه مذهبی مینیان که تماماً مردانه بود، معافیت زنان از وظیفه مذهبی میتزوه و ۶۱۳ فرمان تورات (میتزوه به‌معنای ۶۱۳ فرمان داده‌شده در تورات در کوه سینا و هفت فرمان خاخامی که بعداً وضع شدند، در مجموع ۶۲۰ فرمان است)، و شهادت و اختیار طلاق در دادگاه‌های مذهبی یهود بود.